# آمیگا کورپ
آمیگا کورپ (انگلیسی: Amiga, Inc.) شرکت بازی‌های ویدئویی آمریکایی است، که در سال ۱۹۹۶ توسط جی ماینر تاسیس شد.